# Podregion Keuruu
Podregion Keuruu (fiń. Keuruun seutukunta) – podregion w Finlandii, w regionie Finlandia Środkowa.
W skład podregionu wchodzą gminy:
- Keuruu,
- Multia.